# Гриневецкий, Леонид Францевич
Леони́д (Лев) Фра́нцевич Гриневе́цкий (1853, Полтавская губерния — 1891, Анадырская округа) — русский военный врач, полярный исследователь и естествоиспытатель, статский советник. Известен как основатель Ново-Мариинска (ныне — город Анадырь).

## Биография
Родился на Полтавщине в помещичьей семье. Окончил гимназию, затем — Харьковский ветеринарный институт (1876). Продолжил учёбу в Военно-медицинской академии. За год до её окончания, в 1881 году, принял участие в гидрографической экспедиции в Карском море. В 1882 году вместе с окончанием академии он защитил диссертацию на звание доктора медицины.
Летом 1882 года Гриневецкий поступил врачом на Русскую Международную полярную станцию в Малых Кармакулах на Новой Земле, начальником которой был назначен К. П. Андреев. В сопровождении ненца-проводника Л. Ф. Гриневецкий в апреле—мае 1883 года первым из европейцев пересёк Южный остров архипелага с запада на восток и вышел на побережье Карского моря. Осенью 1883 года он выступил с докладом, в котором описал центральную область суши Новой Земли. В 1884 году стал одним из учредителей первой научной организации на Дальнем Востоке России — «Общества изучения Амурского края». В 1886 году Императорское Русское географическое общество избрало его своим членом с присуждением Большой серебряной медали, а правительство наградило его орденом Святого Владимира 4-й степени.
В 1886 году Гриневецкий был переведён на службу на Командорские острова, а через два года — врачом Александровского поста в заливе Де-Кастри.
В 1888 году в чине надворного советника перешёл в систему Министерства внутренних дел и был назначен окружным начальником Анадырской округи Приморской области, где основал поселение Ново-Мариинский пост, ставшее административным центром округи. При этом Гриневецкий оставался практикующим врачом, также занимался геологией, изучением быта чукчей, создал коллекцию этнографических материалов, образцов декоративно-прикладного искусства, морской и речной фауны.
Тяжёлые северные условия подорвали здоровье Гриневецкого, и 26 июня (8 июля) 1891 года он скончался на пути из села Марково в Ново-Мариинск от скоротечной чахотки. Согласно его последней просьбе, был похоронен на высоком берегу реки Дресвяной.
Материалы, собранные Гриневецким за 3 года на Чукотке (74 единицы хранения), в 1892 году были отправлены во Владивосток, в музей Общества изучения Амурского края (будущий Приморский краевой музей). В 1939—1941 годах часть коллекции была передана в Чукотский окружной краеведческий музей.

## Память
- В 1894 году на могиле Гриневецкого был установлен гранитный памятник, окружённый чугунной оградой, присланный его матерью. На памятнике высечена надпись — «Потрудившемуся на пользу науки»[2].
- В 2014 году был возведён бронзовый памятник Гриневецкому в городе Анадырь, его имя также получил сквер, в котором находится памятник[3].